# Farnsworth House
Das Farnsworth House ist ein Landhaus südlich der Stadt Plano in Illinois, das Mies van der Rohe zwischen 1945 und 1951 entworfen und errichtet hat.

## Geschichte
1945 erhielt Ludwig Mies van der Rohe von der wohlhabenden Chicagoer Ärztin Edith Brooks Farnsworth (1903–1977) den Auftrag, ein Wochenendhaus zu entwerfen, in das sie sich zur Erholung und Ausübung ihrer Hobbys zurückziehen konnte. Mies van der Rohe betrieb einen enormen Planungsaufwand und brauchte für diesen Bau innerhalb von drei Jahren Tausende von Arbeitsstunden. Das Gebäude wurde in den Jahren 1950/1951 erstellt und ist bis heute ein bekanntes Bauwerk der modernen Architektur.
Edith Farnsworth lehnte am Ende den Purismus ihres Hauses ab. Vor der Fertigstellung verklagte Mies van der Rohe die Bauherrin auf Zahlung von unbeglichenen Rechnungen in Höhe von 28.173 $. Die gesamten Baukosten betrugen 1951 74.000 $, nachdem ursprünglich 58.400 $ vertraglich vereinbart waren. Farnsworth erhob im Gegenzug Widerklage wegen Verletzung der beruflichen Sorgfaltspflichten durch ihren Architekten. In den durch die Medien viel beachteten gerichtlichen Auseinandersetzungen über die Baukosten und die „Unbewohnbarkeit“ des Wochenendhauses konnte Mies van der Rohe letztlich obsiegen. Farnsworth äußerte sich darüber folgendermaßen:

„Das Haus ist durchsichtig wie ein Röntgenbild. Ich wollte etwas „Bedeutungsvolles“ haben, und alles, was ich bekam, war diese aalglatte Spitzfindigkeit. Wir wissen, dass weniger nicht mehr ist. Es ist einfach weniger. […]
Die Glas-Stahl-Konstruktion ist unbewohnbar. […]
Mies spricht vom offenen Raum, aber der Raum ist sehr festgelegt. Ich kann nicht einmal einen Kleiderbügel im Haus aufhängen, ohne mich zu fragen, wie das den Blick von außen verändert. […] Jede Umstellung von Möbeln wird zum Problem.“

Trotzdem nutzte Farnsworth das Haus 21 Jahre. Da das Farnsworth House im Überflutungsgebiet des Fox Rivers errichtet wurde, wurde es in den Jahren 1954, 1996, 1997 und 2008 teilweise überflutet.
1972 wurde das Gebäude von Edith Farnsworth verkauft und nach der Restaurierung durch einen Enkel Mies van der Rohes öffentlich zugänglich. 
Heute befindet es sich nach einer Versteigerung, bei der es einen Erlös von 6,7 Mio. Dollar eingebracht hat, im Besitz des National Trust for Historic Preservation. Am 7. Oktober 2004 wurde Farnsworth House als Baudenkmal in das National Register of Historic Places aufgenommen. Seit dem 17. Februar 2006 gilt es als National Historic Landmark.

## Beschreibung

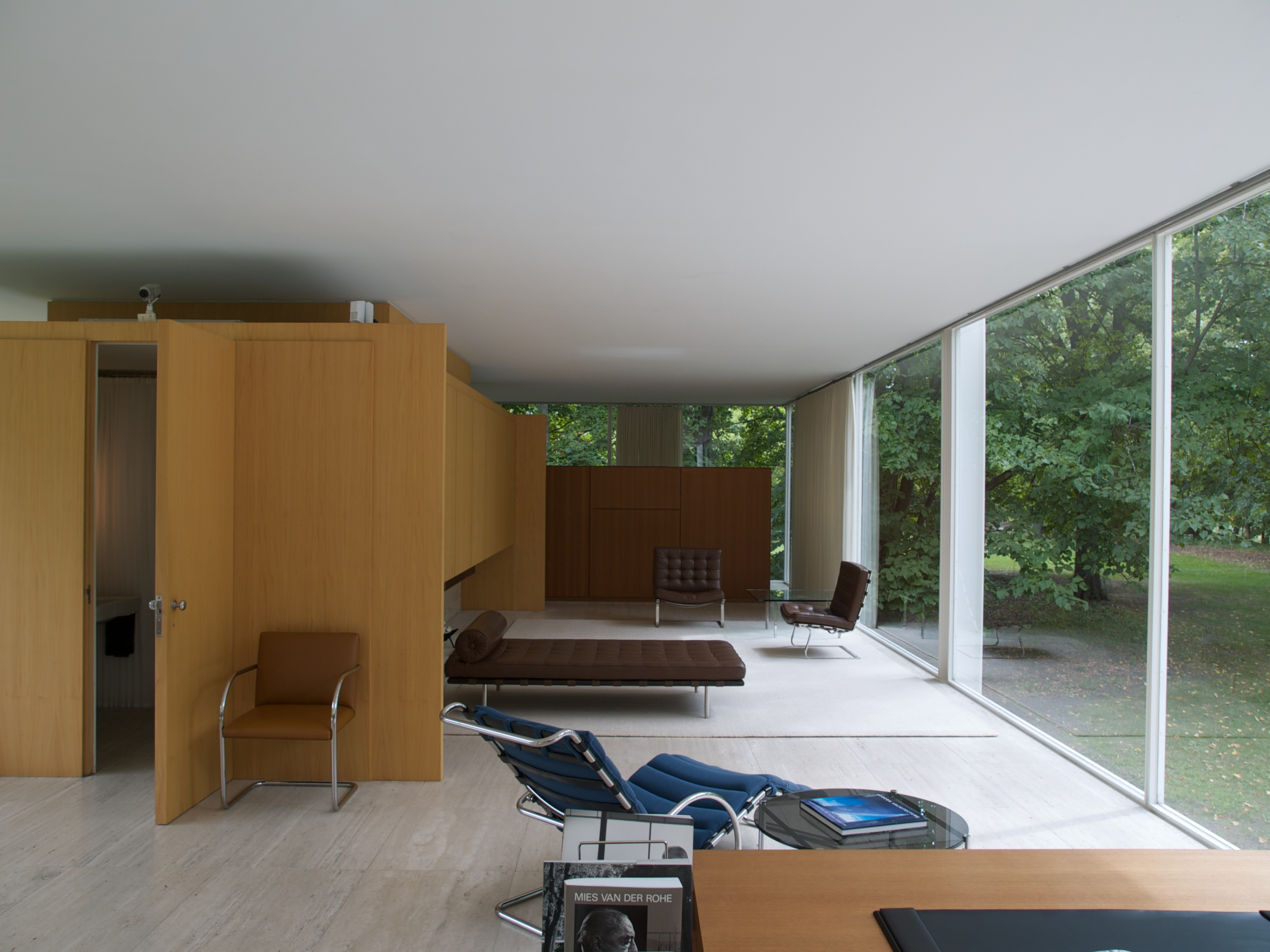
Innenraum

Das Farnsworth House, ein Einraumhaus, liegt auf einem 3,9 Hektar großen Wiesengrundstück und nimmt mit Eingang eine Grundfläche von 8,85 auf 23,45 Metern ein. Das Gebäude ist etwa 1,6 m vom Erdboden abgehoben, wohl nicht zuletzt, um dem Hochwasser des nahen Fox River zu trotzen. Ebenso gut lässt sich die Anhebung als volumetrische Umkehrung eines klassischen Sockels interpretieren. Neben einem Wohnraum besteht das Farnsworth House aus einer Loggia und einer etwas tiefer gelegenen Terrasse. Treppen mit relativ wenig Steigung verbinden die einzelnen Ebenen miteinander.
Der Innenraum ist etwa 140 m² groß und bis auf einen in der Mitte gelegenen Block mit den benötigten Installationen wie Küchenzeile, Bad usw. frei von Konstruktion und Trennwänden. Lediglich eine Wand dieser Box ist zur Führung notwendiger Installationsleitungen zur Decke geführt.
Die Außenwände sind vollkommen aus Glas und ermöglichen in jeder Situation einen direkten Bezug zur Natur, als Sichtschutz sind lediglich leichte Vorhänge aus Seide vorgesehen. Obwohl keine Klimaanlage vorgesehen war, hat das Haus nur zwei kleine, hochgelegene Fenster. Außerdem gibt es nur eine einzige Tür, die nach außen führt.

## Architektur

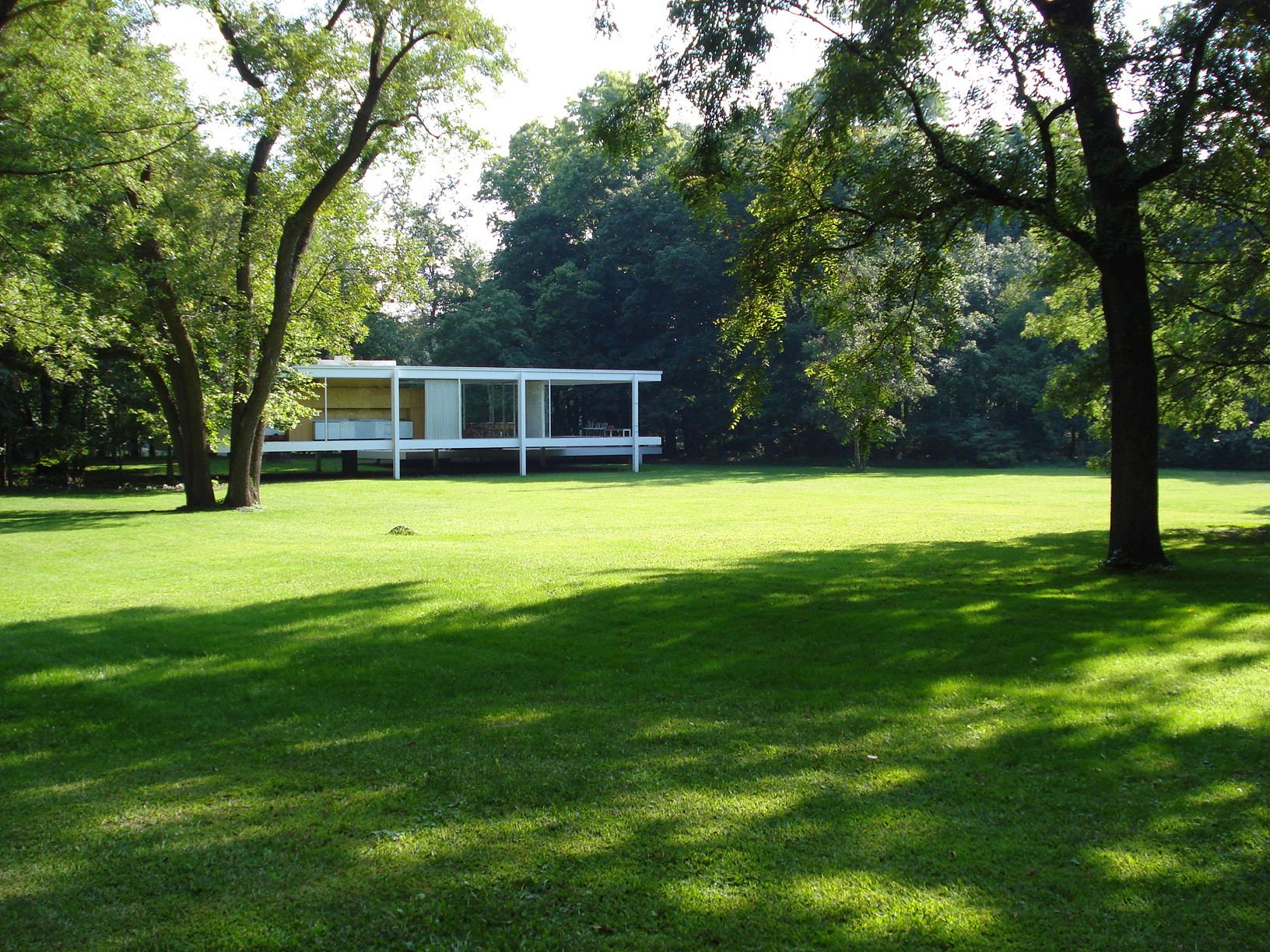
Parkansicht

Das Farnsworth House besteht laut Mies van der Rohe aus „praktisch nichts“. Die in der Hauptsache wirkenden Elemente sind die Horizontalen, was sowohl durch deren massive Ausführung als auch die eingerückten Stahlstützen verdeutlicht wird. Außerdem unterstützen die transparent gehaltenen vertikalen Flächen beim Betrachter den Eindruck des Schwebens, denn das Haus ist aus Gründen des Hochwasserschutzes auf Trägern 1,6 Meter über dem Erdboden angelegt. Die Decken bestehen aus Stahlrahmen, die zusammen mit den Stahlstützen (Doppel-T-Träger) die selbsttragende Stahlskelettkonstruktion bilden. Gefüllt sind die Rahmen mit Betonplatten. Die Fassade aus großflächigen Glasscheiben ist mit Winkeln an den tragenden außenliegenden Stützen befestigt.
Insgesamt betrachtet drückt sich in der reduzierten, einfachen Gestaltung der von Mies van der Rohe geprägte Grundsatz less is more („weniger ist mehr“) aus. Mies van der Rohe war der Ansicht, dass bei der Architektur alles Nicht-Wesentliche weggelassen werden müsse, und er selbst sagte:

„Dieses Haus ist sehr viel wichtiger, als Größe oder Kosten es ahnen lassen. Es ist ein Prototyp für alle Glasbauten.“

## Trivia
Der Spielwarenhersteller Lego hat das Farnsworth House neben anderen Architektur-Ikonen im Rahmen seiner Architecture-Reihe als 546-teiliges Modell verkauft.
 Der Klemmbaustein-Hersteller Wange bietet ebenfalls ein detailliertes Modell des Farnsworth Hauses aus 661 Teilen in seiner Rahmen seiner Architecture-Reihe an.